# Wyjście z bloków
Wyjście z bloków − piąty album studyjny rapera Meza i producenta muzycznego Tabba. Wydawnictwo ukazało się 24 lutego 2005 nakładem wytwórni muzycznej UMC Records. Gościnnie w nagraniach wzięli udział Kasia Wilk, Liber, Ania Karwan, Orzech, Duże Pe, Aro, oraz Owal/Emcedwa.
Nagrania dotarły do 14. miejsca listy OLiS. Płyta uzyskała nominację do nagrody polskiego przemysłu fonograficznego Fryderyka w kategorii „Album roku hip-hop / R&B”.
25 lipca 2005 roku ukazało się wznowienie wydawnictwa pt. Ważne. Wyjście z bloków. Również w 2005 roku prawa do wykorzystania utworu „Ważne” w kampanii prezydenckiej Marka Borowskiego nabyła partia Socjaldemokracja Polska. Ofertę zakupu piosenki wystosował także m.in. Związek Zawodowy Rolnictwa „Samoobrona”. Według ówczesnego współwłaściciela wytwórni muzycznej UMC Records Remigiusza Łupickiego, wybór SDPL był uwarunkowany poglądami politycznymi Meza.

## Lista utworów
Opracowano na podstawie materiału źródłowego.
1. „Preambuła do wyjścia z bloków” (produkcja: Tabb) – 01:49
2. „Wyjście z bloków” (produkcja: Tabb) – 03:59
3. „Lepsze jutro” (produkcja: Tabb, gościnnie: Kasia Wilk) – 03:35
4. „Czołg” (produkcja: Tabb) – 03:41
5. „Nie ma nic” (produkcja: Tabb) – 03:46
6. „Mistrzostwo” (produkcja: Tabb, gościnnie: Liber) – 03:49
7. „Nikt nie kocha Meza” (produkcja: Tabb) – 03:39
8. „Szczęście” (produkcja: Tabb, gościnnie: Ania Karwan) – 03:50
9. „Walia” (produkcja: Tabb) – 03:21
10. „Miejski mainstream” (produkcja: Tabb, gościnnie: Orzech) – 04:38
11. „Pod palmą” (produkcja: Tabb, gościnnie: Kasia Wilk) – 03:35
12. „Co słychać?!” (produkcja: Tabb, gościnnie: Duże Pe, scratche: DJ Spox) – 05:04
13. „Złe wieści” (produkcja: Tabb) – 04:42
14. „Rynek synek” (produkcja: Tabb) – 03:30
15. „Zbieram myśli” (produkcja: Tabb, gościnnie: Kasia Wilk) – 04:21
16. „Piąty rejs” (produkcja: Tabb, gościnnie: Aro) – 03:10
17. „Ciekawe życie” (produkcja: Tabb, gościnnie: Owal/Emcedwa) – 04:03
18. „Tęcza nad miastem” (produkcja: Tabb, gościnnie: Ania Karwan) – 03:53

CD 2 (reedycja)
1. „Ważne” (gościnnie: Kasia Wilk)
2. „Futbol” (gościnnie: Duże Pe)
3. „Panczlajner”
4. „Ważne” (wersja prawie na żywo)
5. „Żeby nie było” (wersja chill)
6. „Ważne” (wersja rap)
7. „Ważne” (wersja klubowy skandal)
8. „Mezokracja” (wersja remiks po prostu)
9. „Taki robię rap”
10. „Ważne” (teledysk)
11. „Nie ma nic” (teledysk)
12. „Żeby nie było” (teledysk)
13. „Panczlajner” (teledysk)

Opracowano na podstawie materiału źródłowego.
1. „Preambuła do wyjścia z bloków” (produkcja: Tabb) – 01:49
2. „Wyjście z bloków” (produkcja: Tabb) – 03:59
3. „Lepsze jutro” (produkcja: Tabb, gościnnie: Kasia Wilk) – 03:35
4. „Czołg” (produkcja: Tabb) – 03:41
5. „Nie ma nic” (produkcja: Tabb) – 03:46
6. „Mistrzostwo” (produkcja: Tabb, gościnnie: Liber) – 03:49
7. „Nikt nie kocha Meza” (produkcja: Tabb) – 03:39
8. „Szczęście” (produkcja: Tabb, gościnnie: Ania Karwan) – 03:50
9. „Walia” (produkcja: Tabb) – 03:21
10. „Miejski mainstream” (produkcja: Tabb, gościnnie: Orzech) – 04:38
11. „Pod palmą” (produkcja: Tabb, gościnnie: Kasia Wilk) – 03:35
12. „Co słychać?!” (produkcja: Tabb, gościnnie: Duże Pe, scratche: DJ Spox) – 05:04
13. „Złe wieści” (produkcja: Tabb) – 04:42
14. „Rynek synek” (produkcja: Tabb) – 03:30
15. „Zbieram myśli” (produkcja: Tabb, gościnnie: Kasia Wilk) – 04:21
16. „Piąty rejs” (produkcja: Tabb, gościnnie: Aro) – 03:10
17. „Ciekawe życie” (produkcja: Tabb, gościnnie: Owal/Emcedwa) – 04:03
18. „Tęcza nad miastem” (produkcja: Tabb, gościnnie: Ania Karwan) – 03:53

CD 2 (reedycja)
1. „Ważne” (gościnnie: Kasia Wilk)
2. „Futbol” (gościnnie: Duże Pe)
3. „Panczlajner”
4. „Ważne” (wersja prawie na żywo)
5. „Żeby nie było” (wersja chill)
6. „Ważne” (wersja rap)
7. „Ważne” (wersja klubowy skandal)
8. „Mezokracja” (wersja remiks po prostu)
9. „Taki robię rap”
10. „Ważne” (teledysk)
11. „Nie ma nic” (teledysk)
12. „Żeby nie było” (teledysk)
13. „Panczlajner” (teledysk)